# Futboll Klub Partizani 1999-2000
Questa voce raccoglie le informazioni riguardanti il Futboll Klub Partizani nelle competizioni ufficiali della stagione 1999-2000.

## Rosa
| N. |                    | Ruolo | Calciatore                   |
| -- | ------------------ | ----- | ---------------------------- |
|    | Albania (bandiera) | P     | Xhevahir Kapllani (capitano) |
|    | Albania (bandiera) | D     | Ardit Beqiri                 |
|    | Albania (bandiera) | D     | Arjan Sheta                  |
|    | Albania (bandiera) | D     | Artan Mërgjyshi              |

| N. |                    | Ruolo | Calciatore      |
| -- | ------------------ | ----- | --------------- |
|    | Albania (bandiera) | C     | Marenglen Kapaj |
|    | Albania (bandiera) | C     | Igli Allmuça    |
|    | Albania (bandiera) | C     | Altin Rrica     |
|    | Albania (bandiera) | A     | Edmond Kapllani |